# Reinhold City
Reinhold City var ett svenskt fastighetsbolag. Företaget ingick i Reinhold Gustafssons fastighetskoncern och var börsnoterat, i likhet med systerbolaget Reinhold Syd. Moderbolaget Reinhold AB hade 1982 börsintroducerats som Reinhold Gustafsson Fastighets- och Byggnads AB och 1988 köpts ut från börsen av Reinhold Gustafsson.
I samband med finanskrisen i början av 1990-talet hamnade koncernen i ekonomiska svårigheter, och 1992 gick moderbolaget Reinhold AB i konkurs. Reinhold City togs då över av ett antal banker och finansinstitut, inklusive Svenska Kredit, S-E-Banken, Svenska Handelsbanken och Sparbanken. Reinhold Citys tillgångar och skulder lyftes över till avvecklingsbolaget Reinhold Moraset, och tillgångarna såldes ut. 
Ett av Reinhold Citys dotterbolag var Regus, ett kontorshotellföretag som 1993 såldes till dess VD Mark Dixon och som senare expanderade kraftigt.